# Àcid N-acetilmuràmic
L'àcid N-acetilmuràmic, NAM o MurNAc, és un monosacàrid derivat de l'N-acetilglicosamina per addició amb el fosfoenolpiruvat. La seva fórmula química és C
11H
19NO
8. És una peça fonamental dels peptidoglicans de la paret bacteriana, construïts per unitats alternades d'N-acetilglucosamina i àcid N-acetilmuràmic enllaçades mútuament mitjançant els oligopèptids amb els substituents d'àcid làctic del NAM.

## Formació de NAM
L'addició entre N-acetilglicosamina i el fosfoenolpiruvat ocorre exclusivament en el citoplasma cel·lular bacterià.

## Importància clínica

Estructura molecular del NAM

L'àcid acetilmuràmic forma part del polímer peptidoglican de les parets dels bacteris. La unió entre monòmers és covalent i també pot unir-se pel carboni número 4 al carboni de l'L-alanina. El pentapèptid (L-alanil-D-isolglutaminil-L-lisil-D-analil-D-alanina) és afegit al NAM en el procés de polimerització de les cadenes de peptidoglican.
Aquesta síntesi és inhibida per la fosfomicina.
Els enllaços creuats entre NAG i NAM poden ser inhibits per antibiòtics per frenar els patògens a l'interior de l'animal. Per tant, tant NAG com NAM són polímers valuosos en la investigació medicinal.